# Didier Samoun
Didier Samoun (Marsiglia, 29 agosto 1980) è un giocatore di beach soccer francese, attaccante del Milano Beach Soccer.